# 濟公活佛 (1986年電視劇)
《濟公活佛》，香港亞洲電視製作的電視劇，由林國雄、文雪兒、尹天照、蔣金等主演。於1986年11月首播，為1985年劇集《濟公》的續集。
两劇同由林國雄飾演濟公，丁亮擔任監製，同時本劇是文雪兒在亞洲電視參演的最後一部劇集。

## 演員表
- 林國雄 飾 濟公
- 文雪兒 飾 秦倩紅
- 尹天照 飾 屠青雲
- 蔣金 飾 商小勇
- 江漢 飾 龐森
- 楊仲恩 飾 秦霸天
- 李嘉玲 飾 商文玉
- 韓義生 飾 戒律僧
- 苑麗瓊 飾 春花
- 曹達華 飾 屠彪
- 鮑漢琳 飾 秦明鏡
- 馮素波 飾 商殷素蓮
- 陳植槐 飾 董昌
- 司馬華龍 飾 商萬財
- 伍永森 飾 周明
- 佘文炳 飾 主持
- 吳回 飾 周員外
- 伍國成 飾 楊耀武
- 陳美頤 飾 小桃紅
- 陳國光 飾 曹文龍
- 金芷筠 飾 李凝香
- 吳廷燁 飾 榮
- 李顯明 飾 村民甲
- 李亨 飾 李員外
- 黎萱 飾 蘇員外夫人
- 葉子楣 飾 蛇妖
- 關子標 飾 何貴
- 許堅信 飾 豆腐四